# Seznam slovenskih športnic
Seznam športnic, rojenih v Sloveniji, po športnih disciplinah.
Alpinistke
- Gabrijela Krajnc
- Magda Šalamon
- Marija Štremfelj
- Nadja Fajdiga
- Pavla Jesih
- Tamara Likar
- Tina Di Batista

Alpske smučarke
- Alenka Dovžan
- Alenka Kürner
- Ana Bucik
- Ana Drev
- Andreja Leskovšek
- Anja Kalan
- Barbara Brlec
- Mojca Rataj (bih)
- Ilka Štuhec
- Katarina Breznik
- Katarina Lavtar
- Katja Koren
- Katja Lesjak
- Katjuša Pušnik
- Krista Fanedl
- Lea Dabič
- Majda Ankele
- Maruša Ferk
- Mateja Robnik
- Mateja Svet
- Meta Hrovat
- Metka Jerman
- Mojca Dežman
- Mojca Suhadolc
- Nataša Blažič
- Nataša Bokal
- Nika Fleiss (hr)
- Nives Sitar
- Nuša Tome
- Petra Robnik
- Polona Peharc
- Saša Brezovnik
- Slava Zupančič
- Špela Bračun
- Špela Pretnar
- Tina Maze
- Tina Robnik
- Urška Hrovat
- Urška Rabič
- Vanja Brodnik
- Veronika Šarec
- Zala Gomboc

Atletinje
- Alma Butia
- Breda Babošek
- Breda Pergar
- Brigita Bukovec
- Brigita Langerholc
- Jerneja Perc
- Ksenija Predikaka
- Lidija Benedetič-Lapajne
- Maja Mihalinec
- Margaret Macchiut (it)
- Marina Tomić
- Maruša Mišmaš
- Meta Mačus
- Milena Čelesnik
- Milena Usenik
- Nada Kotlušek
- Nataša Urbančič
- Nina Kolarič
- Olga Šikovec
- Pia Tajnikar
- Renata Strašek
- Sabina Veit
- Saša Kranjc
- Saša Prokofjev
- Tina Čarman
- Tina Šutej
- Žana Jereb

Avtomobilistke
- Nina Jerančič
- Katja Pivk

Badmintonistke
- Maja Pohar
- Maja Tvrdy

Balerine, plesalke
- Marta Remškar
- Tatjana Remškar
- Vida Volpi
- Alenka Ribič Laufer
- Branka Verdnik
- Ksenija Hribar
- Mateja Rebolj
- Ruth Vavpotič
- Sanja Nešković Peršin
- Silva Adamović Japelj
- Stanislava Brezovar
- Tanja Baronik
- Ana Kersnik Žvab
- Desha Delteil
- Iva Tratnik
- Jana Menger
- Janja Lesar
- Kaja Štiglic
- Katarina Venturini
- Maja Delak
- Marija Vogelnik
- Marta Schmidt
- Mateja Bučar
- Meta Vidmar
- Rosana Hribar
- Suzana Koncut
- Tanja Potočnik
- Tanja Zgonc
- Vekoslava Žerdin
- Vida Breže

Biatlonke
- Andreja Koblar
- Andreja Mali
- Lucija Larisi
- Matejka Mohorič
- Urška Poje

Bodibilderke
- Brigita Brezovac

Šahistke
- Glorija Kotnik
- Mariša Golob
- Blaža Klemenčič
- Tanja Žakelj
- Zarja Černilogar
- Janja Orel
- Kim Pletikos
- Teja Černe
- Tina Mrak

Judoistke
- Anamari Velenšek
- Lucija Polavder
- Petra Nareks
- Raša Sraka
- Tina Trstenjak
- Urška Žolnir
- Vesna Đukić
- Vlora Beđeti

Kegljačice
- Marika Kardinar-Nagy

Kolesarke in gorske kolesarke
- Andreja Mali
- Anita Žnidaršič
- Anja Rugelj
- Laura Šimenc
- Petra Zrimšek
- Polona Batagelj
- Tanja Elsner
- Tjaša Rutar
- Urša Pintar
- Urška Žigart

Košarkarice
- Annamaria Prezelj
- Danica Guberinič
- Dubravka Dačić
- Eva Lisec
- Katarina Ristić
- Larisa Ocvirk
- Lea Jagodič
- Maja Erkić
- Marjana Bremec Homar
- Meta Štoka
- Mirna Deak
- Nika Barič
- Polona Dornik
- Rebeka Abramovič
- Renata Salvestrini
- Sandra Piršič
- Sonja Mrak
- Teja Oblak
- Tina Jakovina
- Tina Trebec
- Violeta Bulc
- Živa Zdolšek

Kotalkarke
- Tjaša Andrée Prosenc

Lokostrelke
- Maja Marcen
- Toja Ellison (en)

Maratonke
- Helena Javornik
- Helena Žigon

Metalke kladiva
- Barbara Špiler

Metalke kopja
- Marinka Ratej

Namizne tenisačice
- Eva Jeler
- Mateja Pintar

Nogometašice
- Aleksandra Česen
- Alja Krznarič
- Ana Golob
- Andreja Nikl
- Anisa Rola
- Anja Milenkovič
- Anja Prša
- Barbara Kralj
- Dominika Čonč
- Eva Vamberger
- Evelina Kos
- Fata Salkunič
- Ines Špelič
- Jasmina Skalič
- Kaja Jerina
- Kristina Erman
- Ksenja Povh
- Lara Ivanuša
- Lara Prašnikar
- Larissa Šoronda
- Lucija Mori
- Luzija Grad
- Manja Benak
- Manja Rogan
- Martina Potrč
- Maruša Sevšek
- Natalija Golob
- Pamela Begič
- Sara Ketiš
- Tina Marolt
- Tjaša Tibaut
- Urška Žganec
- Vanja Šiljak
- Zala Gomboc
- Zala Meršnik

Odbojkarice in odbojkarice na mivki
- Anja Zdovc
- Barbara Jelić-Ružić
- Eva Mori
- Karmen Kočar
- Katja Jontes
- Katja Medved
- Lana Ščuka
- Liliana Bernardi
- Maja Guštin
- Marina Cvetanović
- Marina Vujović
- Mojca Božič
- Monika Potokar
- Petra Kramolc
- Sara Hutinski
- Sara Valenčič
- Sonja Borovinšek
- Tina Lipicer
- Andreja Vodeb
- Erika Fabjan
- Simona Fabjan

Padalke
- Irena Avbelj

Plavalke
- Alenka Kejžar
- Anja Čarman
- Anja Klinar
- Gitta Mallasz (hu)
- Lavra Babič
- Marija Auersperg
- Metka Sparavec
- Mojca Sagmeister
- Nada Lampret Souvan
- Nastja Govejšek
- Nataša Kejžar
- Nika Kozamernik
- Nina Sovinek
- Romina Stefancic
- Sara Isaković
- Špela Perše
- Tanja Godina
- Tanja Šmid
- Teja Zupan
- Tilka Paljk
- Tjaša Oder
- Tjaša Vozel
- Urša Bežan

Plesalke
- Ana Kersnik Žvab
- Desha Delteil
- Iva Tratnik
- Jana Menger
- Janja Lesar
- Kaja Štiglic
- Katarina Venturini
- Maja Delak
- Marija Vogelnik
- Marta Schmidt
- Mateja Bučar
- Meta Vidmar
- Rosana Hribar
- Suzana Koncut
- Tanja Potočnik
- Tanja Zgonc
- Vekoslava Žerdin
- Vida Breže

Športne plezalke
- Ana Kosmač
- Janja Garnbret
- Vita Lukan (rus)
- Maja Vidmar (plezalka)
- Martina Čufar
- Mina Markovič
- Natalija Gros

Rokometašice
- Ines Amon (en)
- Alenka Cuderman
- Alja Koren
- Amra Pandžič
- Ana Abina
- Ana Gros
- Aneja Beganovič
- Anja Frešer
- Barbara Lazović
- Fanči Bernik
- Janja Rebolj
- Katja Čerenjak
- Larissa Šoronda
- Lea Krajnc
- Lina Krhlikar
- Marta Bon
- Miša Marinček
- Mojca Derčar
- Neli Irman
- Nina Jeriček
- Nina Zulič
- Polona Barič
- Sergeja Stefanišin
- Tamara Mavsar
- Tanja Milanović
- Teja Ferfolja
- Tjaša Stanko
- Valentina Panger
- Tjaša Rudman (en)

Sabljačice
- Ivka Tavčar

Sankačice
- Mateja Kralj
- Nina Bučinel

Skakalke v višino
- Maruša Černjul

Smučarke prostega sloga
- Nina Bednarik
- Saša Farič

Smučarske skakalke
- Anja Javoršek
- Anja Tepeš
- Barbara Klinec
- Ema Klinec
- Eva Logar
- Jerneja Brecl
- Katja Požun
- Maja Vtič
- Manja Pograjc
- Monika Pogladič
- Nika Križnar
- Špela Rogelj
- Tamara Kancilija
- Urša Bogataj
- Urška Lampret

Smučarske tekačice
- Alenka Čebašek
- Amalija Belaj
- Anamarija Lampič
- Andreja Mali
- Andreja Smrekar
- Barbara Jezeršek
- Eva Urevc
- Jana Mlakar
- Katja Višnar
- Lea Einfalt
- Maja Benedičič
- Mara Rekar
- Metka Munih
- Milena Kordež
- Nataša Lačen
- Nika Razinger
- Petra Majdič
- Tadeja Brankovič Likozar
- Tatjana Smolnikar
- Teja Gregorin
- Vesna Fabjan

Šahistke
- Ana Srebrnič
- Darja Kapš
- Jana Krivec
- Karmen Mar
- Laura Unuk
- Miroslava Vospernik
- Vesna Rožič

Športne strelke
- Natalija Prednik
- Živa Dvoršak

Taekvondoistke
- Nuša Rajher

Tekačice (šprinterke, čez ovire, na srednje proge)
- Alenka Bikar
- Marijana Lubej
- Draga Stamejčič
- Jolanda Batagelj

Telovadke,  ritmične gimnastičarke, orodne telovadke
- Ada Smolnikar
- Aleksandra Podgoršek
- Alenka Dolničar
- Ančka Goropenko
- Joža Trdina
- Katarina Hribar
- Marija Težak
- Marta Pustišek
- Milica Rožman
- Mojca Mavrič
- Nevenka Pogačnik
- Neža Černe
- Ruža Vojsk
- Sonja Rozman
- Vida Gerbec
- Aja Jerman
- Emina Haračič
- Manca Marcelan
- Monija Čebašek
- Pia Arhar
- Sara Kragulj
- Špela Dragaš
- Špela Kratochwill
- Tjaša Šeme
- Adela Šajn
- Ivana Kamnikar
- Margit Korondi
- Saša Golob

Tenisačice
- Andreja Klepač
- Anja Prislan
- Barbara Mulej
- Dalila Jakupović
- Jasmina Kajtazovič
- Kaja Juvan
- Karin Lušnic
- Katarina Srebotnik
- Maja Matevžič
- Maja Živec-Škulj
- Manca Pislak
- Maša Vesenjak
- Maša Zec Peškirič
- Mima Jaušovec
- Nastja Kolar
- Nika Radišić
- Nina Potočnik
- Petra Rampre
- Polona Hercog
- Polona Reberšak
- Tadeja Majerič
- Tamara Zidanšek
- Tina Križan
- Tina Obrez
- Tina Pisnik
- Tjaša Jezernik
- Tjaša Šrimpf
- Urška Vesenjak

Triatlonke
- Mateja Šimic
- Monika Oražem

Umetnostne drsalke
- Alenka Zidar (jap)
- Ana Čmer
- Anja Bratec
- Arijana Tirak
- Darja Škrlj
- Daša Grm
- Lara Hrovat
- Maruša Udrih
- Mojca Kopač
- Nea Smolej
- Nina Polšak
- Patricia Gleščič
- Teodora Poštič
- Tjaša Andrée Prosenc

Veslačice (kajakašice, kanuistke)
- Anja Šešum (pl)
- Romina Stefancic
- Eva Terčelj
- Špela Ponomarenko Janić
- Ajda Novak

1. ↑  Seznam je generiral Pinkyjin skript. Dodati je treba še imena slovenskih športnic, ki so bile rojene kje drugje. Tiste, ki jih v slovenski Wikipediji še ni, tekmujejo lahko za kako drugo državo ali imajo gesla le v drugojezičnih Wikipedijah.